# مقاطعة أوستي ناد أورليتسي
مقاطعة أوستي ناد أورليتسي (بالتشيكية: Okres Ústí nad Orlicí)‏ هي مقاطعة (أوكريس) في إقليم باردوبيتسه في جمهورية التشيك.
عاصمة هذه المقاطعة هي مدينة أوستي ناد أورليتسي.

## اقرأ أيضاً
- مقاطعات جمهورية التشيك